# Linda Edengren
Linda Margaretha Edengren, ogift Liedstrand, född 1 november 1974 i Spånga församling i Stockholm, är en svensk kroppsbyggare.
Linda Edengren är flerfaldig svensk och nordisk mästare i bodybuilding med två sjätteplatser i VM. Hon är personlig tränare och driver företaget PTkonsulterna.se.
Hon är föredragshållare på gym, idrottsklubbar och skolor inom ämnesområdena kost och träning, samt skribent i idrottstidningen Body (tidigare B&K Sports Magazine).

## Tävlingsmeriter
- 2008 - 3:a SM i Västerås +57 kg, bodybuilding
- 2001 6:a VM i Rio i Brasilien +57 kg, bodybuilding
- 2000 - Svensk mästare +57 kg, 6:a EM i Spanien +57 kg, bodybuilding
- 1998 - 6:a Världsmästerskapen +57 kg, bodybuilding
- 1997 - Svensk mästare +57 kg, Svensk mästare, juniorklassen, bodybuilding
- 1995 - Svensk mästare, juniorklassen, bodybuilding
- 1993 - 3:a, Luciapokalen, bodybuilding
- 1992 - Svensk mästare i badminton, juniorklassen, 3:a Nordiska mästerskapen, juniorklassen, badminton